# 中村由起子
中村 由起子（なかむら ゆきこ、1944年11月4日 - ）は、東京都出身の日本の女優。Grue所属。身長155 cm。体重53 kg。特技は狂言（野村万作、和泉元秀に師事）。舞台芸術学院卒業。かつては劇団三十人会に所属していた。

## 出演

### 映画
- 「劇場版 私立バカレア高校」（2012年10月13日）

### テレビドラマ
- 大河ドラマ（NHK）
  - 「獅子の時代」（1980年1月6日 - 12月21日） - 女使用人 役
  - 「山河燃ゆ」第37話（1984年9月16日） - 村人 役
  - 「春の波涛」
    - 第12話「川上一座旗揚げ」（1985年3月24日） - 「朝日館」の人々 役
    - 第15話「もんちゃく続き」（1985年4月14日） - 下宿屋の女 役

  - 「いのち」第1話（1986年1月5日） - 村人 役
  - 「春日局」第47話（1989年11月26日） - 農民 役
  - 「信長 KING OF ZIPANGU」第6話・第45話・第47話（1992年2月9日・11月15日・11月29日）
  - 「秀吉」第40話（1996年10月13日）
  - 「徳川慶喜」第30話（1998年8月2日） - 民衆 役
  - 「北条時宗」第40話（2001年10月7日） - 民 役
  - 「義経」第2話（2005年1月16日） - 産婆 役
  - 「功名が辻」第17話（2006年4月30日） - 産婆 役
- 「3年B組金八先生 第2シリーズ」第23話（1981年3月13日、TBS） - 森下由紀 役
- 西武スペシャル「季節が変わる日」（1982年11月4日、日本テレビ）
- 連続テレビ小説（NHK）
  - 「おしん」第24話（1983年4月30日） - 女 役
  - 「チョッちゃん」（1987年）- 加代の母 役
  - 「君の名は」第158話（1991年10月1日）
  - 「かりん」第23話・第24話（1993年10月29日・10月30日、NHK）
  - 「春よ、来い」第69話 - 第71話（1994年12月21日 - 12月23日）
  - 「ひまわり」第75話（1996年6月26日） - 主婦 役[2]
  - 「さくら」第99話・第100話（2002年7月24日・7月25日）
  - 「こころ」第50話（2003年5月27日）
  - 「どんど晴れ」第38話（2007年5月15日）
  - 「瞳」第127話 - 第133話・第138話・第142話・第147話・第149話・第154話・第155話（2008年8月25日 - 9月1日・9月6日・9月11日・9月17日・9月19日・9月25日・9月26日） - 大西 役
  - 「ゲゲゲの女房」第121話（2010年8月16日） - 村尾 役
- 恋はミステリー劇場「夜中の薔薇」（1985年1月16日、TBS）
- 「真田太平記」第3話（1985年4月17日、NHK） - 三輪の母 役
- 「ポニーテールはふり向かない」第10話・第16話・第17話（1985年12月14日・1986年2月1日・2月8日、TBS）
- 「花へんろ 風の昭和日記II」第4話（1986年9月27日、NHK）
- 銀河テレビ小説（NHK）
  - 「総務部総務課山口六平太」（1988年7月25日 - 8月12日） - 女店員 役
  - 「殿様ごっこ」（1988年10月31日 - 11月18日）
- 火曜サスペンス劇場「小京都ミステリー」第1作（1989年1月24日、日本テレビ） - ホテル従業員 役
- 男と女のミステリー → 金曜エンタテイメント → 金曜プレステージ（フジテレビ）
  - 「海に消えた女」（1989年9月8日）
  - 「名探偵 明智小五郎」第4作（1999年2月12日）
  - 「浅見光彦シリーズ」第34作（2009年6月12日） - 江藤 役
- 「野望の国」（1989年10月28日 - 1990年2月24日、日本テレビ） - 望東尼 役
- 「のんのんばあとオレ」（1991年8月19日 - 8月23日、NHK）
- 土曜ドラマ（NHK)
  - 「新十津川物語 明治編」（1991年10月5日 - 10月12日） - フキの母 役
- 「あの日の僕をさがして」（1992年4月17日 - 6月26日、TBS）
- 「腕におぼえあり2」第4話（1992年9月25日、NHK）
- 「悪魔のKISS」第8話・第9話（1993年8月25日・9月1日、フジテレビ）
- 「風のロンド」（1995年4月3日 - 7月10日、フジテレビ）
- 土曜ワイド劇場（テレビ朝日）
  - 「タクシードライバーの推理日誌」第5作（1995年5月27日）
  - 「温泉㊙︎大作戦」第7作（2009年2月21日） - 鈴木 役
- 「照柿」（1995年11月12日 - 12月17日、NHK）
- 「鏡は眠らない」第1話（1997年10月22日、NHK）
- 月曜ドラマスペシャル「愛されなかった女」（1998年2月9日、TBS）
- 「ナオミ」第8話（1999年6月2日、フジテレビ）
- 「古畑任三郎 3rd season」最終話（1999年6月22日、フジテレビ）
- 「甘い生活。」第3話（1999年7月21日、日本テレビ）
- 「僕んちのロングバケーション」第1話（2000年1月8日、NHK教育テレビジョン）
- 「柳橋慕情」第12話・第13話（2000年11月27日・12月4日、NHK）
- 「天国までの百マイル」（2001年4月26日、テレビ東京）
- 「ある日、嵐のように」第9話（2001年5月28日、NHK）
- 「松本清張没後10年記念・ビートたけしドラマスペシャル・張込み」（2002年3月2日、テレビ朝日）
- 「茂七の事件簿 ふしぎ草紙」第1話・第2話・最終話（2001年6月29日・7月6日・9月21日）
  - 「茂七の事件簿 新ふしぎ草紙」第7話・第8話・最終話（2002年8月30日・9月6日・9月20日）
- 「美女か野獣」第9話（2003年3月6日、フジテレビ）
- 「御宿かわせみ」第2話（2003年4月11日、NHK）
- 「転がしお銀」最終話（2003年12月5日、NHK）
- 「夢みる葡萄」第10話（2003年12月8日、NHK）
- 「もっと恋セヨ乙女」第17話（2004年6月14日、NHK）
- 「慶次郎縁側日記2」最終話（2005年12月9日、NHK）
- ABUアジア子どもドラマシリーズ「おばけなんてないさ」（2008年7月28日、NHK教育テレビジョン）
- 「元気を出して」（2008年10月7日、TBS） - 小笠原ふみ 役
- 「七瀬ふたたび」第1話・第2話（2008年10月9日・10月16日、NHK）
- 「名探偵の掟」第1話（2009年4月17日、テレビ朝日） - 赤鼻の婆 役
- 「10年先も君に恋して」第2話（2010年9月7日、NHK）
- 「HUNTER〜その女たち、賞金稼ぎ〜」第4話（2011年11月1日、フジテレビ）
- 「遅咲きのヒマワリ〜ボクの人生、リニューアル〜」第1話（2012年10月23日、フジテレビ） - 患者 役
- 「よろず占い処 陰陽屋へようこそ」第3話（2013年10月22日）